# Багатоканальна астрономія
Багатоканальна астрономія (англ. multi-messenger astronomy) — астрономія, заснована на скоординованому спостереженні та інтерпретації сигналів, реєструємих в різних каналах, таких як електромагнітне випромінювання, гравітаційні хвилі, нейтрино та космічні промені. Вони породжуються різними астрофізичними процесами, і тому розкривають різну інформацію про їхні джерела.
Очікується, що основними багатоканальними джерелами за межами геліосфери будуть компактні подвійні пари (чорні діри та нейтронні зорі), наднові зорі, неправильні нейтронні зірки, гамма-спалахи, активні ядра галактик та релятивістські джети. У таблиці нижче наведено кілька типів подій і очікуваних каналів.
Виявлення в одному каналі та відсутність сигналу в інших також може бути інформативним.
| Тип події               | Електромагнітний | Космічні промені | Гравітаційні хвилі | нейтрино     | приклад                                 |
| ----------------------- | ---------------- | ---------------- | ------------------ | ------------ | --------------------------------------- |
| Сонячний спалах         | так              | так              | -                  | -            | SOL1942-02-28                           |
| Наднова                 | так              | -                | передбачений       | так          | SN 1987A                                |
| Злиття нейтронних зірок | так              | -                | так                | передбачений | GW170817                                |
| Блазар                  | так              | можливо          | -                  | так          | TXS 0506+056 (IceCube)                  |
| Активне галактичне ядро | так              | можливо          |                    | так          | Messier 77 (IceCube)                    |
| Подія приливного зриву  | так              | можливо          | можливо            | так          | AT2019dsg (IceCube) AT2019fdr (IceCube) |

## Мережі
Система раннього попередження про наднову SNEWS, створена в 1999 році в Брукхейвенській національній лабораторії та автоматизована з 2005 року, об'єднує кілька детекторів нейтрино для генерування попереджень про наднову. (Див. також нейтринну астрономія).
Мережа обсерваторій астрофізичних мультимесенджерів (AMON), створена в 2013 році, є ширшим і амбітнішим проектом, спрямованим на полегшення обміну попередніми спостереженнями та заохочення пошуку «підпорогових» подій, які не помітні для будь-який окремий інструмент. Він базується в Університеті штату Пенсільванія.

## Віхи
- 1940-ті: Визначено, що деякі космічні промені утворюються під час сонячних спалахів[13].
- 1987: Наднова SN 1987A випромінювала нейтрино, які були зареєстровані в нейтринних обсерваторіях Kamiokande-II, IMB і Baksan, за кілька годин до того, як світло наднової було виявлено оптичними телескопами.
- Серпень 2017: Злиття нейтронних зір у галактиці NGC 4993 спричинило гравітаційну хвилю GW170817, яку спостерігали детектори LIGO/Virgo. Через 1,7 секунди його спостерігали як гамма-спалах GRB 170817A космічними гамма-телескопами Fermi та INTEGRAL, а його оптичний аналог SSS17a було виявлено через 11 годин в обсерваторії Лас-Кампанас, а потім космічним телескопом Габбла та Dark Energy Survey. Ультрафіолетові спостереження Swift, рентгенівські спостереження Чандра та радіоспостереження на Дуже великому масиві доповнили виявлення. Це була перша подія гравітаційної хвилі, яка спостерігалася з електромагнітним аналогом, тим самим знаменуючи значний прорив в багатоканальній астрономії[14]. Неспостереження нейтрино було пояснено тим, що струмені були сильно відхилені від осі[15]. У жовтні 2020 року астрономи повідомили про триваюче рентгенівське випромінювання від GW170817/GRB 170817A/SSS17a[16].
- Вересень 2017 (оголошення — липень 2018): 22 вересня IceCube[17] зареєстрував нейтрино надзвичайно високої енергії[18] (близько 290 ТеВ) IceCube-170922A[19] і надіслав сповіщення з координатами можливого джерела. Виявлення гамма-променів з енергією понад 100 МеВ на Fermi-LAT[20] та між 100—400 ГеВ на MAGIC[21] від блазара TXS 0506+056 (повідомлено 28 вересня та 4 жовтня відповідно) узгоджувалось за розташуванням з сигналом нейтрино[22]. Сигнали можна пояснити тим, що протони надвисокої енергії прискорюються в струменях блазарів, утворюючи нейтральні піони (які розпадаються на гамма-промені) і заряджені піони (які розпадаються на нейтрино)[23]. Це перший випадок, коли детектор нейтрино був використаний для визначення місцезнаходження об'єкта в космосі та ідентифікації джерела космічних променів[22][24][25][26][27].
- Жовтень 2019 (оголошення — лютий 2021): 1 жовтня на IceCube було виявлено нейтрино високої енергії, і подальші вимірювання у видимому світлі, ультрафіолетовому випромінюванні, рентгенівських променях і радіохвилях визначили подію приливного руйнування AT2019dsg як можливе джерело[9].
- Листопад 2019 (оголошення — червень 2022): друге нейтрино високої енергії, виявлене IceCube, пов'язане з подією приливного руйнування AT2019fdr[28].
- Червень 2023: астрономи використали новий каскадний нейтринний метод[29], щоб вперше виявити вивільнення нейтрино з галактичної площини Чумацького Шляху, створивши першу карту Галактики на основі нейтрино[30][31].